# Min Bahadur Sherchan
Min Bahadur Sherchan (Bhurung Tatopani, 20 de junio de 1931 - Monte Everest, 6 de mayo de 2017) fue un alpinista nepalí y ex soldado gurkha británico. En 2008, a sus 76 años, se convirtió en el alpinista de más edad en hacer cumbre en el Everest. Cinco años después perdió el récord a manos del alpinista japonés Yuichiro Miura, de 80 años. Sherchan murió en el campo base del Everest el 6 de mayo de 2017 mientras intentaba recuperar su título.
En 2008 batió a Yuichiro Miura en la cima por un día, y Sherchan intentó hacer cumbre de nuevo 2013, pero tuvo que suspender su intento por problemas de salud. Antes de esto, el más veterano era Katsusuke Yanagisawa, que con 71 años hizo cumbre el 22 de mayo de 2007. En este periodo, Nepal promulgó un límite mínimo de edad de 16 años (no había máximo), y un estudio de 2005 concluyó que los escaladores del Everest mayores de 60 años tenían una probabilidad de 1 entre 10 de hacer cumbre, frente a una probabilidad de 1 entre 3 en comparación con los menores de 60. Sin embargo, los mayores de 60 años tenían una mayor probabilidad de morir, incluida una probabilidad de 1 entre 4 de morir en el descenso entre los que hicieron cumbre.
Sherchan nació en el distrito nepalí de Myagdi. Su funeral se celebró en Katmandú (Nepal).